# Liste von Bergwerken im Landkreis Ahrweiler

Kommunen im Landkreis Ahrweiler

Die Liste von Bergwerken im Landkreis Ahrweiler umfasst Bergwerke im Landkreis Ahrweiler, Rheinland-Pfalz. Der Bergbau in der Eifel ist seit der Eisenzeit belegt.

## Liste

### Bad Breisig
| Name   | Ortsteil      | Bergrevier | Beginn | Ende | Teufe | Anmerkungen    | Lage | Bild |
| ------ | ------------- | ---------- | ------ | ---- | ----- | -------------- | ---- | ---- |
| Regina | Niederbreisig | Cöln-West  | 1859   |      |       | Spateisenstein |      |      |

### Bad Neuenahr-Ahrweiler
| Name          | Ortsteil               | Bergrevier | Beginn     | Ende | Teufe | Anmerkungen                                                 | Lage | Bild |
| ------------- | ---------------------- | ---------- | ---------- | ---- | ----- | ----------------------------------------------------------- | ---- | ---- |
| Arget         | Remagen                | Cöln-West  | 1773 (vor) |      |       | neuer Stollen und alte Schächt im Argetberg                 |      |      |
| Calvarienberg | Bad Neuenahr-Ahrweiler | Cöln-West  | 18. Jh.    |      |       | Kupfer, Blei; auch Kalvarienberg geschrieben; bei Ahrweiler |      |      |
| Eisenschacht  | Kirchdaun              | Cöln-West  | 1773 (vor) |      |       | Schacht auf dem Weg zwischen Kirchdaun und Bad Bodendorf    |      |      |

### Grafschaft
| Name      | Ortsteil  | Bergrevier | Beginn | Ende | Teufe | Anmerkungen             | Lage | Bild |
| --------- | --------- | ---------- | ------ | ---- | ----- | ----------------------- | ---- | ---- |
| Adolphine | Eckendorf | Cöln-West  |        |      |       | Eisen; geringer Betrieb |      |      |
| Thusnelda | Bölingen  | Cöln-West  |        |      |       | Eisen; geringer Betrieb |      |      |

### Remagen
| Name       | Ortsteil   | Bergrevier | Beginn     | Ende | Teufe | Anmerkungen                                                                  | Lage | Bild |
| ---------- | ---------- | ---------- | ---------- | ---- | ----- | ---------------------------------------------------------------------------- | ---- | ---- |
| Charles    | Rolandseck | Cöln-Ost   | 1859       |      |       | Blei, Kupfer, Zink; 1859 verliehen; zu Laura                                 |      |      |
| Dreikeulen | Oberwinter | Cöln-Ost   | 1773 (vor) |      |       | Rösche auf dem Oberwintersberg bei dem Platz welcher wird genannt Dreykeulen |      |      |
| Flora      | Rolandseck | Cöln-Ost   | 1859       |      |       | Blei, Kupfer, Zink; 1859 verliehen; zu Laura                                 |      |      |
| Goldgrube  | Remagen    | Cöln-Ost   | 1773 (vor) |      |       | Alter Stollen und Schacht unweit der Quelle des Taubentalbachs               |      |      |
| Stollen    | Oberwinter | Cöln-Ost   | 1773 (vor) |      |       | alter Stollen                                                                |      |      |
| Stollen    | Unkelbach  | Cöln-Ost   | 1773 (vor) |      |       | Stollen bei Unkelbach                                                        |      |      |

### Sinzig
| Name       | Ortsteil | Bergrevier | Beginn | Ende | Teufe | Anmerkungen          | Lage | Bild |
| ---------- | -------- | ---------- | ------ | ---- | ----- | -------------------- | ---- | ---- |
| Hella      | Franken  | Cöln-West  |        |      |       | Mangan               |      |      |
| Riedelberg | Franken  | Cöln-West  |        |      |       | Kupfer, Schwefelkies |      |      |

### Verbandsgemeinde Adenau
| Name                      | Ortsteil      | Bergrevier | Beginn        | Ende       | Teufe | Anmerkungen | Lage | Bild |
| ------------------------- | ------------- | ---------- | ------------- | ---------- | ----- | --- | ---- | ---- |
| Adenau I, II              | Adenau        | Coblenz    |               |            |       | Blei |      |      |
| Ahrglück                  | Barweiler     | Coblenz    | 1925 (um)     | 1930 (vor) |       | Kupfer, Schwerspat, Blei, Zink; 6 km südwestlich von Adenau                                                                                              |      |      |
| Bergsegen I               | Aremberg      | Coblenz    |               |            |       | Blei, Zink, Brauneisenstein; nahe bei Aremberg am Süd- und West-Hang des Arembergs; Stollen mit 1200 m Länge, Abbauhöhe 90 m                             | Lage |      |
| Bergwerk                  | Breidscheid   | Coblenz    |               | 1863       |       | Blei, Kupfer |      |      |
| Dorothea I, III           | Wershofen     | Coblenz    |               |            |       | Blei, Zink, Kupfer, Eisen; bei Fuchshofen | Lage |      |
| Engelberg                 | Hönningen     | Coblenz    |               |            |       | Eisen |      |      |
| Gertraud I-XI             | Antweiler     | Coblenz    |               |            |       | Kupfer, Fahlerze, Blei; auch Gertrud genannt; 800 m NO von Antweiler                                                                                     |      |      |
| Gilgenbach I, II, III, IV | Adenau        | Coblenz    |               |            |       | Blei, Kupfer |      |      |
| Hermann Joseph            | Antweiler     | Coblenz    | 1909 (vor)    |            |       | Toneisenstein |      |      |
| Hochstaden                | Wimbach       | Coblenz    |               |            |       | Blei, Zink |      |      |
| Joseph I, III             | Antweiler     | Coblenz    |               |            |       | Eisen, Blei, Kupfer, Zink |      |      |
| Kupferberg                | Insul         | Coblenz    | 3. Apr. 1623  | Okt. 1931  |       | Kupfer; 20. Okt. 1905 verliehen; 21. Mär. 1940 neu verliehen; Oberer alter Stollen; Tiefstollen 1 & 2; Tiefer Stollen                                    | Lage |      |
| Leimbach                  | Leimbach      | Coblenz    |               |            |       | Blei, Kupferkies, Eisen; im Wald zwischen Lückenbach, Niederadenau und Leimbach                                                                          |      |      |
| Reifferscheid I,II,III    | Reifferscheid | Coblenz    |               |            |       | Blei, Kupfer; mehrere Versuchsschächte |      |      |
| Rhein-Maas                | Adenau        | Coblenz    |               |            |       | Blei, Kupfer |      |      |
| Rosalie                   | Müllenbach    | Coblenz    | 1883 (vor)    |            |       | Schwerspath; alter Stollen, 45 m langer neuer Stollen 300 m südwestl. davon                                                                              |      |      |
| Wilhelm                   | Antweiler     | Coblenz    | 18. Jan. 1910 | 1937       |       | Kupfer, Blei, Eisen, Antimon; 18. Jan. 1911 verliehen; 2 noch befahrbare Stollen; Limbach-Tiefstollen; ca. 800 m nordöstlich von Antweiler im Limbachtal |      |      |
| Wilhelmsglück             | Heckenbach    | Coblenz    |               |            |       | Kupfer |      |      |

### Verbandsgemeinde Altenahr
| Name            | Ortsteil             | Bergrevier | Beginn     | Ende    | Teufe | Anmerkungen | Lage | Bild |
| --------------- | -------------------- | ---------- | ---------- | ------- | ----- | --- | ---- | ---- |
| Aare-Hochstaden | Lind                 | Coblenz    | 1905 (vor) |         |       | Blei, Zink, Schwefelkies; Versuchsbetrieb | Lage |      |
| Alawine         | Liers                | Coblenz    |            |         |       | Blei, Kupfer |      |      |
| Dürenfeld       | Kesseling-Weidenbach | Coblenz    |            |         |       | Eisen, Kupfer |      |      |
| Elisabeth       | Ahrbrück             | Coblenz    |            |         |       | Blei, Kupfer |      |      |
| Gretelstollen   | Ahrbrück             | Coblenz    | 1939       |         |       | Eisen; 295 m lang; gefunden wurde nur etwas Bleiglanz | Lage |      |
| Glücksthal      | Kirchsahr            | Cöln-West  | 1805       |         |       | Spatheisenstein, Bleiglanz, Kupfer; auf der linken Seite des Saarbaches; 1852 27 m langer Stollen; erneut betrieben 1936–1942; weiterer Stollen (Bleiglanz, bis 1851 betrieben) mit 33 m Länge                                                             |      |      |
| Hochthürmen     | Kirchsahr            | Cöln-West  | 1851       | 1942    | 10 m  | Spatheisenstein, Bleiglanz, Kupfer; auf der linken Seite des Saarbaches; 1852 27 m langer Stollen; erneut betrieben 1936–1942; weiterer Stollen (Bleiglanz, bis 1851 betrieben; 8 m Teufe) mit 33 m Länge                                                  |      |      |
| Hoffnung        | Ahrbrück             | Cöln-West  | 1824       |         |       | Antimon; 2–3 km nordwestlich Ahrbrück (an der Martinsknipp); auch Spes genannt; 1812 beim Wegebau entdeckt; 1825 erschürft; am 11. Sep. 1826 verliehen | Lage |      |
| Hürnigskopf     | Kirchsahr-Binzenbach | Cöln-West  | 1927       | 1938/40 | 240 m | Zink, Blei; Schacht (2,50 × 2,00 m); Belegschaft: 40 Arbeiter unter- und 30 Arbeiter übertage; Gesamtförderung: ca. 50.000 t Erze; Lage nordwestl. von Hürnig; Tiefbausohlen auf 25, 50, 75, 100, 125, 150, 175 (1922 Burgsahrstollensohle), 205 und 230 m | Lage |      |
| Karlsglück      | Kesseling            | Coblenz    |            |         |       | Blei, Kupfer, Eisen | Lage |      |
| Kesseling       | Kesseling-Weidenbach | Coblenz    | 1842       |         |       | Eisen, Kupfer |      |      |
| Marianne        | Liers                | Coblenz    |            |         |       | Blei, Kupfer, Eisen |      |      |
| Saarsegen       | Kirchsahr-Binzenbach | Cöln-West  | 18. Jh.    | 1906/08 |       | Antimon; 1827/29 Versuchsarbeiten; 1855 neu verliehen; 1855/57 alter Stollen bei Dreiseifen; 1906/08 Stollen (ca. 250 m sö des Burghauses Sahr) |      |      |
| Silberbusch     | Kirchsahr-Binzenbach | Cöln-West  | 1805       | 1923    |       | Blei; Belegung: 1805, 1850/57, gegen Ende des 1. Weltkrieges bis 1922/23 |      |      |

### Verbandsgemeinde Brohltal
| Name              | Ortsteil         | Bergrevier | Beginn | Ende | Teufe | Anmerkungen | Lage | Bild |
| ----------------- | ---------------- | ---------- | ------ | ---- | ----- | --- | ---- | ---- |
| Barthold          | Wassenach        | Coblenz    |        |      | 12 m  | Kupfer, Brauneisenstein; nordöstlich vom Laachersee zw. Wassenach und Kell; 2 Schächte mit je einem Stollen (10 und 12 m Teufe) |      |      |
| Eisenkaul(e)      | Wehr             | Coblenz    |        |      |       | Spateisenstein |      |      |
| Gastein           | Wehr             | Coblenz    |        |      |       | Eisen; im Dachsbüschel bei Wehr                                                                                                 |      |      |
| Hersfeld I        | Burgbrohl-Weiler | Coblenz    |        |      |       | Blei, Zink, Fahlerze, Kupfer |      |      |
| Jungfrau von Hall | Brohl-Lützing    | Coblenz    |        |      |       | Kupfer |      |      |